# Нафи Сулеймани
Нафи Латив Сулеймани (на албански: Nafi Sulejmani; на македонска литературна норма: Нафи Сулејмани) е югославски партизанин и деец на НОВМ.

## Биография
Роден е в албанско семейство в битолското село Търново през 1918 година. През 1941 година става член на СКМЮ, а от юни 1941 година и на ЮКП. Влиза в НОВМ първоначално като командир на чета, после на батальон. От 26 август 1944 до март 1945 е командир на Четвърта македонска албанска бригада, а след това неин заместник-командир. Делегат е на Първото заседание на АСНОМ. През ноември-декември 1944 година е награден с орден Партизанска звезда трети клас.